# Edwin Banguera
Edwin Fernando Vente Banguera (Timbiquí, Colombia, 12 de agosto de 1996) es un futbolista colombiano. Juega como defensa y actualmente milita en el Felgueiras de la Segunda División de Portugal.

## Clubes
| Club                      | País     | Año       |
| ------------------------- | -------- | --------- |
| Salgueiros                | Portugal | 2018      |
| Gil Vicente               | Portugal | 2018-2021 |
| Sporting Covilhã (cedido) | Portugal | 2020      |
| Felgueiras                | Portugal | 2021-2022 |
| Mafra                     | Portugal | 2022-2023 |
| Felgueiras                | Portugal | 2023-Act. |

## Estadísticas
| Club                 | Div                 | Temporada           | Liga  | Liga  | Copa nacional | Copa nacional | Copa internacional | Copa internacional | Total | Total |
| Club                 | Div                 | Temporada           | Part. | Goles | Part.         | Goles         | Part.              | Goles              | Part. | Goles |
| -------------------- | ------------------- | ------------------- | ----- | ----- | ------------- | ------------- | ------------------ | ------------------ | ----- | ----- |
| Salgueiros Portugal  | 3.ª                 | 2017-18             | 10    | 0     | 0             | 0             | —                  | —                  | 10    | 0     |
| Salgueiros Portugal  | Total               | Total               | 10    | 0     | 0             | 0             | —                  | —                  | 10    | 0     |
| Gil Vicente Portugal | 3.ª                 | 2018-19             | 30    | 2     | 2             | 0             | —                  | —                  | 32    | 2     |
| Gil Vicente Portugal | 1.ª                 | 2019-20             | 9     | 0     | 3             | 0             | —                  | —                  | 12    | 0     |
| Gil Vicente Portugal | Total               | Total               | 39    | 1     | 5             | 0             | —                  | —                  | 44    | 2     |
| Total en su carrera  | Total en su carrera | Total en su carrera | 49    | 2     | 5             | 0             | 0                  | 0                  | 54    | 2     |